# Pedro González del Castillo
Pedro González del Castillo (Granada, 29 luglio 1562 – Logroño, 5 agosto 1627) è stato un vescovo cattolico spagnolo.

## Biografia
Poco si conosce sulla sua vita fino a quando il 17 febbraio 1614 venne nominato vescovo della diocesi di Calahorra e La Calzada da papa Paolo V.
Grande umanista e uomo di elevata cultura, si dedicò alla costruzione della concattedrale di Santa Maria de La Redonda a Logroño. Fece costruire, tra l'altro, la cappella del Santo Cristo vicino all'altare maggiore, quella che secoli più tardi con le sue modificazioni avrebbe dato origine al deambulatorio, e dispose la costruzione di un mausoleo, con una sua statua, per la sua sepoltura. Godendo di grandi possibilità economiche realizzò frequenti viaggi a Roma, dove acquistò innumerevoli opere d'arte con l'idea di aggiungerle alla sua cappella.

## Genealogia episcopale
La genealogia episcopale è:
- Cardinale Guillaume d'Estouteville, O.S.B.Clun.
- Papa Sisto IV
- Papa Giulio II
- Cardinale Raffaele Sansone Riario
- Papa Leone X
- Papa Paolo III
- Cardinale Francesco Pisani
- Cardinale Alfonso Gesualdo di Conza
- Papa Clemente VIII
- Cardinale Roberto Bellarmino, S.I.
- Cardinale Antonio Caetani
- Vescovo Pedro González del Castillo